# Montboucher-sur-Jabron
Montboucher-sur-Jabron este o comună în departamentul Drôme din sud-estul Franței. În 2009 avea o populație de 2.000 de locuitori.

## Evoluția populației
| An        | 1975 | 1982  | 1990  | 1999  | 2006  | 2009  |
| --------- | ---- | ----- | ----- | ----- | ----- | ----- |
| Populație | 693  | 1.042 | 1.278 | 1.424 | 1.823 | 2.000 |